# Grodås
Grodås er en by var frem til 2020 administrationscenter i den nu nedlagte Hornindal kommune i Sogn og Fjordane fylke i Norge. Den er nu sammenlagt med Volda i Møre og Romsdal fylke. Byen har pr. 1. januar år 2012, 389 indbyggere. Byen ligger ved østenden af søen Hornindalsvatnet. Fra Grodås går en bred dal 14 kilometer mod øst til grænsen til Møre og Romsdal fylke.
Kommunen har været kendt for smedekunst, og bygningerne som kommunens administration holder til i, har fået navnet Smia (norsk:Smedjen). I Grodås ligger også Anders Svor-museet med værker af billedhuggeren Anders Svor.